# De nacht is nog jong, net als wij voor altijd
De nacht is nog jong, net als wij voor altijd is het debuutalbum van de Nederlandse rapper Ronnie Flex. Het album werd op 14 november 2014 uitgebracht onder het Top Notch label. Het album is volledig door Ronnie Flex en Boaz van de Beatz geproduceerd. Er staan gastoptredens op van: Hef, Mr. Polska, Abira, Gers Pardoel, Cartiez, Mafe en Jebroer.

## Tracklist
Alle muziek is geschreven door Ronnie Flex & Boaz van de Beatz.
| Nr. | Titel                                          | Duur |
| --- | ---------------------------------------------- | ---- |
| 1.  | Spaarpot (featuring Hef)                       | 4:23 |
| 2.  | Regen in de tuin                               | 3:43 |
| 3.  | Zusje (featuring Mr. Polska)                   | 3:20 |
| 4.  | Op de maan staan                               | 4:54 |
| 5.  | Snitchen is niet mijn lifestyle                | 3:48 |
| 6.  | De juiste plek (featuring Abira)               | 3:20 |
| 7.  | Ik wil het hebben (featuring Gers Pardoel)     | 3:59 |
| 8.  | Weiland eiland                                 | 4:01 |
| 9.  | Pocahontas                                     | 3:46 |
| 10. | Ergens hier buiten (featuring Cartiez & Mafe)  | 4:37 |
| 11. | Wat niet wat wel                               | 4:28 |
| 12. | Mooiste meisje van de klas (featuring Jebroer) | 4:50 |
| 13. | Ramp                                           | 3:21 |
| 14. | Opstaan                                        | 3:22 |
| 15. | In het donker                                  | 7:17 |